# Denebola
Denebola oder β Leonis ist mit einer scheinbaren Helligkeit von 2,14 mag der dritthellste Stern im Sternbild Löwe. Er gehört der Spektralklasse A3V an und ist 36 Lichtjahre entfernt. Der Stern ist von einer Staubscheibe umgeben. Es sind keine Begleiter von Beta Leonis nachgewiesen; der WDS führt drei Komponenten mit Winkelentfernungen zwischen 40″ und 240″ auf.
Der Name Denebola stammt aus dem arabischen und ist eine Abkürzung von ذنب الاسد ðanab al-asad, was so viel wie Schwanz des Löwen bedeutet.
Die IAU hat am 30. Juni 2016 den historischen Eigennamen Denebola als standardisierten Eigennamen festgelegt. Dabei wird aber darauf hingewiesen, dass dieser Eigenname nur für die visuell hellste Komponente A gültig ist. Alle anderen Sterne bzw. Komponenten dieses Mehrfachsternsystems haben demnach (noch) keine Eigennamen.

## Komponenten
Denebola ist gemäß dem „Catalog of Components of Double & Multiple stars“ ein Vierfachsystem.
Das Vierfachsystem besteht aus:
| Komponente | Rektaszension | Deklination  | vis. Helligkeit (mag) | Referenz- punkt | Entfernung vom Ref.-Punkt (arcsec) | Richtung vom Ref.-Punkt |
| ---------- | ------------- | ------------ | --------------------- | --------------- | ---------------------------------- | ----------------------- |
| A          | 11h 49m 03.6s | +14° 34′ 19″ | 2,2                   |                 |                                    |                         |
| B          | 11h 49m 06.4s | +14° 35′ 10″ | 15,7                  | A               | 39,7                               | 346°                    |
| C          | 11h 49m 06.3s | +14° 35′ 50″ | 13,2                  | A               | 80,3                               | 358°                    |
| D          | 11h 48m 59.1s | +14° 30′ 27″ | 8,5                   | A               | 264,0                              | 203°                    |